# Elko (British Columbia)
Elko ist eine unselbstständige Siedlung im Regional District of East Kootenay im Südosten der kanadischen Provinz British Columbia am Elk River. Sie liegt etwas weniger als 40 Kilometer nördlich der Grenze zu den Vereinigten Staaten, in der Nähe des südlichen Endes des Rocky Mountain Trenchs, am Rande eines Plateaus am Fuße der kanadischen Rocky Mountains.
Elko hat 163 Einwohner (Stand 2006).

## Lage
Elko liegt im Südosten von British Columbia an der Einmündung des British Columbia Highways 93 in den British Columbia Highway 3, der Teil des Crowsnest Highways ist. 32 Kilometer nordnordöstlich liegt Fernie als nächstgelegene Stadt und etwa 37 Kilometer südlich ein Grenzübergang zwischen Kanada und den Vereinigten Staaten in Roosville.
Durch die Siedlung führt eine Eisenbahnstrecke der Canadian Pacific Railway.

## Geschichte
Die Kutenai (Ktunaxa) hatten über Generationen hinweg in der Gegend Tonschiefer abgebaut. In Elko gab es nichts außer ein paar Vermessungspflöcken und einer grob angelegten Straße, bevor die Planierkolonnen der Foley Brothers Ende Mai 1898 hier durchfuhren und das Gleisbett der B.C. Southern Railway bauten. Als die Bahnstrecke im Juli fertiggestellt war, errichtete die Canadian Pacific Railway eine Bahnstation mit dem Namen „Crowsnest Pass Branch Standard Second Class Station“, und Elko begann zu wachsen, als die North Star Lumber Company von Charles E. Ayre ihre Tätigkeit in den Wäldern aufnahm. North Star baute bald ein Hobelwerk mit einer Kapazität von 100.000 Brettern pro Tag an der BC Southern in der Nähe des Bahnhofs Elko, um das Rohholz aus dem Werk bei Jaffray zu bearbeiten, während das nahe gelegene Sägewerk von Leask und Johnson 60.000 Bretter pro Tag produzierte. Schließlich waren mindestens neun Holzverarbeitungsbetriebe entlang der Eisenbahn, im Delta des Elk und an den Ufern des Kootenay Rivers tätig.  Im Jahr 1899 wurde in Elko ein „Post Office“ eröffnet.
Als das letzte leicht zu beschaffende Holz abgeholzt oder bei den zahlreichen Bränden, die zwischen 1904 und 1910 in der Gegend wüteten, verbrannt war, begannen die kleineren Holzunternehmen zu schließen. Auf den abgeholzten Flächen entstanden zwar Viehzucht- und Obstbauunternehmen, aber sie beschäftigten nicht annähernd so viele Menschen wie die Holzfäller, und das Tempo des Handels in Elko verlangsamte sich. Die Rezession nach dem Ersten Weltkrieg führte zu einem Rückgang der Kohleexporte aus den weiter oben am Elk gelegenen Minen, und die Eisenbahnen schraubten ihren Betrieb zurück.

### Feuer
Wie in so vielen Pioniersiedlungen, die hauptsächlich aus Holz gebaut wurden, war auch in Elko das Feuer der Erzfeind. Ein Brand im Jahr 1914 gab einen Vorgeschmack auf die Feuersbrunst vom Montag, dem 8. September 1919, die das alte Melbourne House, Fred Roos Gemischtwarenladen und Postamt, die Telefonzentrale und die Billardhalle vernichtete. Im Jahr 1924 fegte ein Hurrikan durch das Tal und beschädigte die Stadt, und ein Feuer Anfang Dezember 1925 vernichtete weitere Teile des zentralen Geschäftsviertels. Das war jedoch nichts im Vergleich zu dem Inferno, das am Dienstag, dem 18. August 1931, vom Delta her in die Gemeinde hineinwehte. Hierbei wurden zunächst Obstplantagen des South Fork Districts verbrannt, bevor das Feuer über den Fluss sprang und auf das Wohnviertel von Elko übergriff. 19 Häuser sowie die presbyterianische und die anglikanische Kirche fielen der Flammenexplosion zum Opfer. In der Innenstadt konnten Mitarbeiter der East Kootenay Power Company, der Great Northern, der B.C. Forest Branch und der Canadian Pacific Railway mit knapp 1900 Litern Wasser aus einem Tankwagen alles außer das Columbia Hotel retten. Von diesem Feuer hat sich Elko nie richtig erholt.

## Tierwelt
Die häufigsten Wildtiere im Gebiet von Elko sind vor allem Wapitis, Weißwedelhirsche, Maultierhirsche, Dickhornschafe, Truthähne, Moorhühner und Schwarzbären. Sie sind häufig und oft in der gesamten Region zu sehen. Zu den seltenen Tieren, die in der Gegend vorkommen, aber schwerer zu finden sind, gehören Wölfe, Pumas, Grizzlybären, Elche und eine große Vielfalt an Vögeln und Nagetieren.

## Lokale Medien

### Radiostationen
- 102.9 FM – CHDR-FM, Rock, Cranbrook
- 104.7 FM – CHBZ-FM, Country, Cranbrook
- 101.3 FM – CBC Radio One, Kelowna

### Kabelfernsehstationen
- Channel 5: CFCN, CTV
- Channel 13: CBUT, CBC